# Chaerephon bivittatus
Chaerephon bivittatus é uma espécie de morcego da família Molossidae. Pode ser encontrada na Sudão, Eritreia, Etiópia, Uganda, Quênia, Tanzânia, Zâmbia, Moçambique e Zimbábue.